# Lepus corsicanus
Lepus corsicanus (tên tiếng Anh: Corsican hare) là một loài động vật có vú trong họ Leporidae, bộ Thỏ. Loài này được de Winton mô tả năm 1898.